# 2008年夏季奥林匹克运动会基里巴斯代表团
2008年夏季奧林匹克運動會基里巴斯代表團會參加2008年8月8日－8月24日在中國北京主辦的第29屆夏季奧運。代表團由基里巴斯奧林匹克委員會派出。基里巴斯是繼雅典奧運後第二次參加夏季奧運會。

## 舉重
男子舉重運動員David Katoatau成為唯一代表基里巴斯參加北京奧運舉重項目的運動員，他獲三方委員會的邀請取得參賽資格。